# Tomoko Tane
Pour les articles homonymes, voir Tane.
Cette page contient des caractères spéciaux ou non latins. S’ils s’affichent mal (▯, ?, etc.), consultez la page d’aide Unicode.
Tomoko Tane (種ともこ, Tane Tomoko), née le 7 novembre 1961, est une chanteuse japonaise, auteur et interprète, qui a sorti une vingtaine d'albums depuis ses débuts en 1985. Elle a notamment interprété les génériques des séries anime Gasaraki et Trinity Blood.

## Discographie

### Albums
- いっしょに、ねっ｡ (1986.2.26)
- みんな愛のせいね｡ (1986.11.21)
- Che Che-Bye Bye (1987.10.1)
- ベクトルのかなたで待ってて (1988.4.30)
- O-HA-YO (1989.3.1)
- うれしいひとこと (1990.2.21)
- 音楽 (1990.11.21)
- KISS OF LIFE (1991.9.21)
- Mighty Love (1993.3.21)
- HARVEST (1994.6.22)
- 感傷 (1995.5.21)
- Locked in Heaven (1997.11.1)
- Hetero (1999.12.1)
- In (2003.3.5)
- Out (2003.5.21)
- 11 YEAR'S WORKS (ゴールデン☆ベスト) (2003.7.16) (Best of)
- カナリヤ (2005.10.26)
- ウタイツガレルウタ (2006.10.25) (reprises)
- おひさま (2007.5.23)

### Simples
- YOU'RE THE ONE (1985.12.21)
- マーメイド・イン・ブルー (1986.5.21)
- 10円でゴメンね〜Hot Chocolate Mix (1986.6.21)
- AIAI (1986.10.22)
- ないしょLOVE CALL (1987.2.26)
- 瞳のなかの少年 (1987.9.21)
- Pumps Race Song (1988.4.21)
- ゲンキ力(リョク)爆弾 (1989.2.1)
- 笑顔で愛してる (1989.11.22)
- ダイエット･ゴーゴー (1990.2.1)
- 水の中の惑星 (1990.6.21)
- きみとあるいてく (1990.10.21)
- ブルーライト・ヨコハマ (1991.7.25)
- おきてよダーリン (1991.9.21)
- スナオになりたいね (1993.2.21)
- あなたをあきらめない (1994.5.21)
- 悲しいほど自由 (1995.5.21)
- カギのかかる天国 (1997.9.21)
- MESSAGE #9 (1998.10.21) (Thème d'ouverture de Gasaraki)
- LOVE SONG (1998.10.21) (Thème de fin de Gasaraki)
- Broken Wings (2005.5,21)  (Thème de fin de Trinity Blood)

### VHS・DVD
- O-HA-YO (1989.4.21 - VHS)
- TOMOKOまで51km (1990.10.1 - VHS / 2005.9.7 - DVD)
- TANE chang de chu (91.3.21 - VHS)
- O・HA・YO Tomoko Tane Concert '89 (2003.3.5 - DVD)
- VISION & PIANO (2004.7.30 - VHS & DVD)
- ウタイツガレルウタ～LIVE～ (2006.11.29 - DVD)